# Брайтбарт, Цише
Цише Брайтбарт (22 февраля 1893 — 12 октября 1925) (идиш: זיגמונד ברייטברט) — польский еврей по происхождению, герой еврейского фольклора, цирковой силач, участник шоу-водевиль. В течение 1920-х годов был известен как «самый сильный человек мира» и «Eisenkönig» («Железный король»).

## Ранний период жизни
Родился 22 февраля 1893 в городе Стрикув, вблизи Лодзи в семье евреев-кузнецов.

## Силач
Цише путешествовал по Америке и Европе вместе с цирковой труппой «Цирк Буш». Он выполнял различные трюки с железом, чтобы соответствовать своему кузнечному прошлому: сгибал железо в разные узоры, голыми руками рвал цепи и даже ломал пополам подковы. Кроме всего этого, Цише прославился своими опасными трюками: у него на груди разбивали камни кувалдой, он сбил на ходу двух коней, зубами тянул вагон, держал автомобиль с десятью пассажирами у себя на груди, и даже поднял небольшого слонёнка и вместе с ним поднялся по лестнице.
Пользуясь огромным успехом как популяризатор культуризма, Брайтбарт написал собственную книгу, в которой подробно изложил основные принципы наращивания мышц.

## Смерть

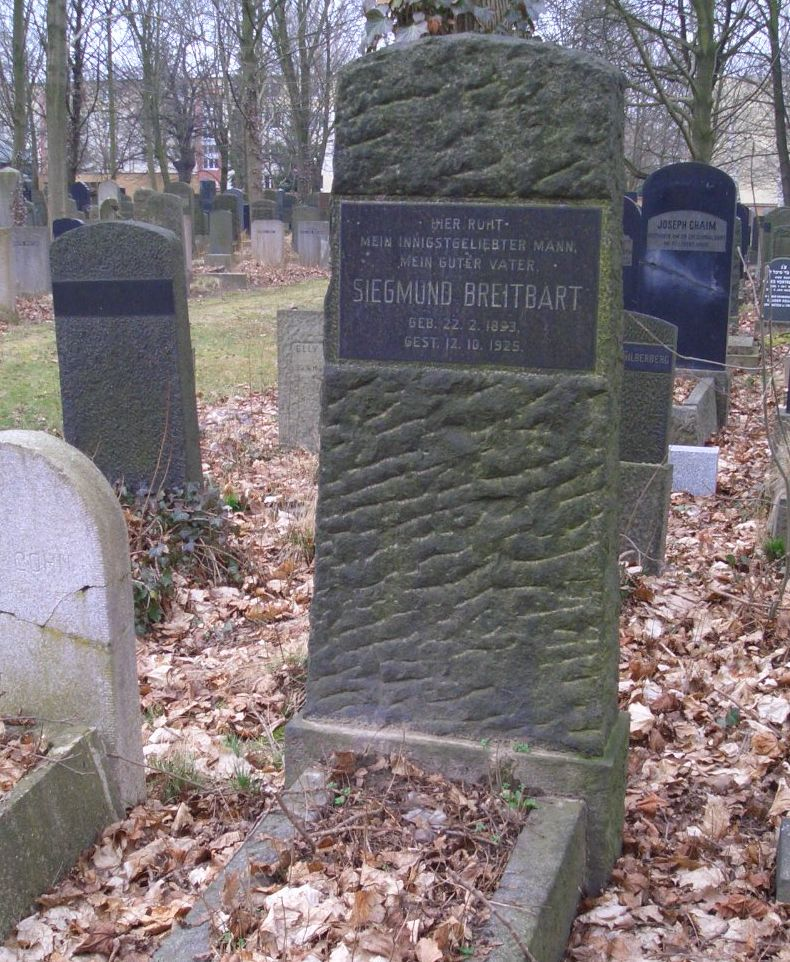
Могила Брайтбарта на еврейском кладбище в Берлине.

Брайтбарт погиб через восемь месяцев после демонстрации своей силы в Берлине. Во время выполнения номера с использованием ножей Цише из-за неосмотрительности был ранен. Рана засорилась, что вызвало заражение крови. Хотя Брейтбарт пережил 10 операций, в ходе которых были ампутированы обе ноги, инфекция оказалась слишком серьезной. Брейтбарт умер в октябре 1925 года и был похоронен на кладбище Адасса-Изроель в Берлине.

## Наследие
- В 2001 году Вернер Херцог решил снять фильм, отчасти основанный на биографии атлета под названием «Непобедимый». Роль Брайтбарта сыграл финский стронгмен Йоуко Ахола.
- Вдохновил Роберта Рубинштейна на создание книги «Цише — непобедимый силач». Издательство: Kar-Ben Publishing.
- Также существует предположение, что Брайтбарт стал прообразом Супермена, созданного Джерри Сигелом и Джо Шустером.

## Ссылка
- Американские Легенды: Зигмунд «Зише» Брейтбарт
- Siegmund Breitbart’s Muscle Builder Apparatus
- Биография Цише Брайтбарта at J-Grit Интернет сайт об известных евреев
- in Forward |archiveurl=http://web.archive.org/web/20030107001252/http://www.forward.com/issues/2002/02.12.13/arts3.html|Archivedate = 2003-01-07 (недоступная ссылка)
- Веб-страница посвящена Зише Брейтбарт
- Book website for  Zishe the Strongman